# Regnskoven i Amazonas
 For alternative betydninger, se Amazonas. (Se også artikler, som begynder med Amazonas)
Regnskoven i Amazonas er verdens største regnskov og ligger i Sydamerika. Området er på 6.9 millioner km² og udgør over halvdelen af jordens tilbageværende regnskovsområder. Skoven dækker områder i 9 forskellige lande (Brasilien, Colombia, Peru, Venezuela, Ecuador, Bolivia, Guyana, Surinam og Fransk Guyana) og har givet navn til delstater eller provinser i 4 af disse lande.
Amazonas har gennem mange år været udsat for afbrænding for at skabe landbrugsjord, og i august 2019 var der usædvanligt mange brande, hvilket gav anledning til protester fra hele verden. 
Et område på 208.599,87 km² blev i 2001 udpeget til biosfærereservat under UNESCO 